# سفيان بن عوف
سفيان بن عوف الغامدي الأزدي (10هـ - 53هـ) قائد وصحابي وفد على رسول الله، وصحبهُ سنة 10هـ وكتب لقومه كتاب، ثم عاد إلى منطقة السراة وأنطلق منها إلى الشام في جيوش الفتح العربيه الإسلامية، فشهد فتح الشام مع أبي عُبيدة الجراح في خلافة عمر بن الخطاب واستقرَّا بها. كما أنه قائد عسكري قاد عدة حملات عسكرية إسلامية في عهد الخليفة عثمان بن عفان والخليفة علي بن أبي طالب، وهو أول من غزا على القسطنطينية واليونان، قضى مُعظم حياته بعد إسلامه في الجهاد، حتى توفي في نواحي أرض الروم.
روى جُملا من كتاب النبي لغامد ومنه: (أما بعد فمن أسلم من غامد فله ما للمسلمين من حرمة ماله ودمه ولا تحشروا ولاتعشروا، وله ما أسلم من أرض)، كما أنه أحد القادة العسكريين الذين استعملهم معاوية بن أبي سفيان.

## نسبه
- سفيان بن عوف بن المغفل بن عوف بن عمر بن كلب بن ذُهل بن سيار بن والبة بن الدؤل بن سعد مناة الغامدي[5]

## بعض أخباره في السير
روى الحاكم عن مصعب الزبيري قال: وسفيان بن عوف الغامدي صحب النبي صلى الله عليه وسلم، وكان له بأس ونجدة وسخاء. وهو الذي أغار على (هيت والأنبار)، في أيام علي بن أبي طالب، وإياه عنى علي بن أبي طالب بقوله في إحدى خطبه: وإنَّ أخا غامد قد أغار على هيت والأنبار وقتل أشرس بن حسَّان.
استعمله معاوية على الصدقة، وكان مع أبي عبيدة بن الجراح بالشام حين فتحها، وبعثه من حمص إلى عمر رضي الله عنه، وقال له: ائت أمير المؤمنين وأبلغه مني السلام، وأخبره بما قد رأيت وعاينت، وبما حدثتنا العيون، وبما استقر عندك من كثرة العدو، وبالذي رأى المسلمون من الرأي ومن التنحي، وأرسل معه كتابا إلى عمر، قال سفيان: فلما أتيت عمر فسلمت عليه قال: أخبرني بخبر الناس، فأخبرته بصلاحهم ودفع الله عز وجل عنهم، قال: فأخذ الكتاب وقال لي: ويحك ما فعل المسلمون؟ فقلت: أصلحك الله خرجت من عندهم ليلا بحمص وتركتهم وهم يقولون: نصلي الصبح ونرتحل إلى دمشق، وقد أجمع رأيهم على ذلك، فكأنه كرهه ورأيت ذلك في وجهه فقال لي: ومارجوعهم عن عدوهم
وقد أظفرهم الله بهم في غير موطن؟ وما تركهم أرضاً قد أحرزوها، وفتحها الله عليهم وصارت في أيديهم؟ إني لأخاف أن يكونوا قد أساءوا الرأي وجاءوا بالعجز وجرَّأوا عليهم العدو. فقلت: أصلحك الله، إن الشاهد يرى ما لا يرى الغائب، إن صاحب الروم قد جمع لنا جموعا لم يجمعها هو ولا أحد كان قبله لأحد كان قبلنا، ولقد جاء بعض عيوننا إلى عسكر واحد من عساكرهم، مر بالعسكر في أصل الجبل فهبطوا من الثنية نصف النهار إلى معسكرهم، فما تكاملوا فيها حتى أمسوا، ثم تكاملوا حين ذهب أول الليل، هذا عسكر واحد من عساكرهم فما ظنك بما قد بقي؟ فقال عمر: لولا إني ربما كرهت الشئ من أمرهم يصنعونه فإذا الله يخير لهم في عواقبه لكان هذا رأيا أناله كاره، أخبرني هل أجمع رأي جماعتهم على التحول؟ فقلت له: نعم. قال: فإذن لم يكن الله ليجمع رأيهم إلاَّ على ما هو خير لهم.
وأراد معاوية رضي الله عنه استلحاقه كما فعل بزياد فأبى وقال له: إنما أنا سهم من كنانتك فارم بيحيث شئت، وكان يقول إذا أمره معاوية لغزو الروم في البحر: اللهم إن الطاعة علي وعلى هذا البحر، اللهم إنا نسألك أن تسكنه وتسيرنا فيه. وسفيان بن عوف رضي الله عنه هو صاحب الصوائف.
وحكى صاحب العقد الفريد عن العتبي أنه قال: جاشت الروم وغزت المسلمين برا وبحرا، فاستعمل معاوية على الصائفة عبد الرحمن بن خالد بن الوليد، فلما كتب عهده قال: ما أنت صانع بعهدي؟ قال: اتخذه إماما لا أعصيه. قال: اردد عليّ عهدي ثم بعث إلى سفيان بن عوف الغامدي فكتب له عهده، ثم قال له: ما أنت صانع بعهدي؟ قال: اتخذه إماما أمام الحزم؛ فإن خالفه خالفته. فقال معاوية: هذا الذي لا يكفكف من عجلة، ولا يدفع في ظهره من خور، ولا يضرب على الأمور ضرب الجمل الثفال. وفي هذه الغزاة كان معاوية بن أبي سفيان رضي الله عنه قد أمر ابنه يزيد بن معاوية أن يغزو ومعه سفيان بن عوف فسبقه سفيان بالدخول إلى أرض الروم، فنال المسلمون في بلاد الروم حمى وجدري وكانت أم كلثوم بنت عبد الله بن عامر رضي الله عنه تحت يزيد بن معاوية
وكان لها محبا، فلما بلغهما نال الناس من الْحُمَّى والجدري قال: ما إن أُبالي بما لاقت جمـوعهم...بالغذ قذونة من حمى ومن موم إذا اتكأت على الأنماط في غرف.. بدير مران عندي أم كلثوم فبلغ ذلك معاوية فقال: أقسم بالله لتدخلن أرض الروم فليصيبنك ما أصابهم، فأردف به ذلك الجيش، فسميت هذه الغزاة: غزاة الرادفة. ولما احتضر سفيان استعمل معاوية على الناس عبد الله بن مسعود الفزاري، فقال له: يا ابن مسعود: إن فتحاً كثيرا وغنما عظيما أن ترجع بالناس لم ينكأوا ولم ينكبوا، فأقحم الناس فنكب، فلما رجع الفزاري إلى معاوية قال: يا أمير المؤمنين إن عذري في ذلك أني ضممت إلى رجلٍ لا تضم إلى مثله الرجال، فقال معاوية: إن من فضلك عندي معرفتك بفضل من هو أفضل منك.

## غزوتة علىهيتوالأنبار
كان سفيان بن عوف كثير الجهاد والغزوات، فكان من أشهر القادة المسلميين وعُرف بالقسوة والفتك، ففي سنة 39هـ، أرسل معاوية بن أبي سفيان، سفيان بن عوف في 6000 رجل وأمره أن يأتي هيت فيقطعها وأن يغير عليها ثم يمضي حتى يأتي الأنبار، فسار سفيان كما أمرهُ معاوية، حتى وصل هيت فلم يجد بها أحدًا، ثم أتى الأنبار وبها مسلحة لعليّ تكون من 500 رجل، وقد تفرقوا فلم يبقى منهم إلا مائة رجل فقاتلهم وصبر لهم أصحاب علي مع قلتهم، ثم حملت عليهم الخيل والرجالة فقتلوا صاحب المسلحة، وهو أشرس بن حسان البكري في ثلاثين رجلًا واحتملوا ما كان في الأنبار من الأموال، وأموال أهلها ثم رجعوا إلى معاوية.

## ولاية سفيان بن عوفللصوائف
تولى سفيان بن عوف قيادة الصوائف والغزو إلى بلاد الروم منذ ولاية معاوية للشام في خلافة عمر وعثمان بن عفان.
وكانت ولاية وقيادة الصوائف من المهام الجسيمة والخطيرة التي لا ينهض به إلا القادة العظماء، وكان سفيان بن عوف من القادة العظماء، ولذلك كان معاوية بن أبي سفيان وهو أمير للشام ثم وهو خليفة يُعظم سفیان بن عوف.
ويقول البلاذري: "كان سفيان بن عوف الغامدي لما غزى الروم سنة ثلاثين رحل من قبل (موقع) مرعش، فساح في بلاد الروم، وبنى معاوية مدينة مرعش وأسكنها جنداً"  وقال ابن حجر "استعمل معاوية سفيان بن عوف على الصوائف وكان يعظمه، ثم استعمل بعده - أي بعد وفاته - ابن مسعود الفزاري فقال له الشاعر:

## الغزوة الأولى (49-50هـ)
وكانت الغزوة الأولى على القسطنطينية، بقيادة سفيان بن عوف وبعنوان (ذكر غزوة القسطنطينية) قال ابن الأثير: «في هذه السنة 49 هجريًا، وقيل: سنة خمسين، سير معاوية جيشاً كثيفاً إلى بلاد الروم للغزاة وجعل عليهم سفيان بن عوف. وأمر معاوية ابنه يزيد بالغزاة معهم، فتثاقل وإعتل، فأمسك عنه ابوه»
ومضى الجيش العربي الإسلامي بقيادة سفيان بن عوف إلى بلاد الروم (تركيا) حيث (أوغلوا في بلاد الروم حتى بلغوا القسطنطينية) فحاصروها ودارت المعارك بينهم وبين الروم، وطال الحصار بسبب تحصينات القسطنطينية.
قال ابن كثير في كتاب البداية والنهاية: «وقد ثبت في صحيح البخاري أن رسول الله ﷺ قال: «أول جيش يغزون مدينة قيصر مغفور لهم. فكان هذا الجيش» فكان هذا الجيش أول من غزاها، وما وصلوا إليها حتى بلغوا الجهد، وأصاب المسلمين في ذلك الغزو والحصار می ومشقة شديدة، وكان يزيد بن معاوية مع زوجته أم كلثوم في دير مران، فذكر ابن الأثير إنه «إنشاء يزيد يقول:
فبلغ معاوية شعره فأقسم عليه ليلحقن بسفيان بن عوف في أرض الروم ليصيبه ما أصاب الناس، فسار ومعه جمع کثير أضافهم إليه أبوه فلحق يزيد بسفيان بن عوف وجيشه، واشترك في ذلك الغزو، ولم يكن يزيد أمير الجيش وإنما أمير وقائد الجيش سفيان بن عوف، وكان في الجيش من الصحابة والإعلام، عبد الله بن عمر بن الخطاب، وأبو أيوب الأنصاري، وعبد الله بن الزبيرر، وفضاله الأنصاري، وعبدالله بن العباس، وعبدالله بن كرز البجلي، ومالك بن عبد الله الخثعمي، وعبد العزيز بن زرارة الكلابي، ومالك بن هبيرة السكوني، وغيرهم. كما أن الغزوات البحرية لـسواحل الروم في ذات الفترة بقيادة عبد الله بن قیس الحارثي ويزيد بن شجرة الرهاوي يمكن القول إنها كانت في إطار نفس ذلك الغزو للقسطنطينية، وينطبق ذلك على غزو معاوية بن حديج السكوني أمير مصر لجزيرة صقلية التي كانت أهم قاعدة بحرية للروم آنذاك .. لقد كان ذلك الغزو العربي الإسلامي للقسطنطينية عملاً كبيرًا، تم حشد إمكانيات ضخمة لتنفيذه، ولكن التحصينات المنيعة للقسطنطينية عاصمة الأمبراطورية الرومانية البيزنطية أدت إلى استحالة فتحها آنذاك، فبعد معارك وحصار شدید استمر من عام 49هـ إلى أوائل عام 50 هجرية قررت القيادة الإسلامية عودة قواتها من القسطنطينية.

## الغزوة الثانية (50-52هـ)
بعد عودة ذلك الجيش من القسطنطينية بأمد يسير، وفي نفس عام 50 هجريًا، انطلق سفيان بن عوف غازياً بلاد الروم و‌القسطنطينية. وفي ذلك جاء في تاريخ الطبري و‌ابن الأثير إنه «في سنة خمسين كانت غزوة سفيان بن عوف الأزدي أرض الروم، وغزوة فضالة بن عبيد الأنصاري البحر».
وذُكر أنه سار إلى بلاد الروم فأوغل فيها إلى أن بلغ أبواب القسطنطينية.

## وصوله إلىالقسطنطينيةوالغزوة الأخيرة
لما شتى سفيان بن عوف بأرض الروم صف الخيول فاختار منها ثلاثة آلاف فأغار بها على القسطنطينية من باب الذهب، ففزع أهلها وضربوا بنواقيسهم ثم استعدوا للقاء، فقالوا له: ما شأنكم يا معشر العرب ؟ وما جاءبكم ؟ فقالوا لهم: جئنا لنخرب مدينة الكفر ويخربها الله على أيدينا، فقالوا: والله ما ندري أأخطأتم الحساب أم كذب الكتاب أم استعجلتم المقدر، فإنَّا وأنتم نعلم أنها ستفتح ولكن ليس هذا زمانها.

## ثناءمعاوية بن أبي سفيان
كان معاوية بن أبي سفيان يُعظم أمر سفيان بن عوف ويقول مصعب الزبيري: إنه كان يحمل في المجلس الواحد على ألف قارح
وكان دائمًا ما يُثني عليه، ويستعين به ويُخلفه على الجيوش، وكان معاوية كثيرًا ما يقول إذا رأى خلالاً في الجيوش: واسفياناه، ولا سفيان لي
فمن حِكمه ونصائحه لسفيان بن عوف، أنه قال: «كُل قليلاً تعمل طويلاً، والزم العفاف تسلم من القول، واجتنب الرياء يشتد ظهرك عند الخصوم».
وذات مره دخل سفيان بن عوف على معاوية، فقال له: «كنت عند ظني بك، لا تنزل في بلد من بُلدانيِ إلا قضيتَ فيه مثل ما يقضِي فيه أميرُه وإن أحببت توليتَه وليتُك وليس لأحد من خلق الله عليك أمر دوني».

## وصيته ووفاته
ولما أدركه أجله أوصى وقال: أدخلوا علي أمراء الأجناد والأشراف، فلما دخلوا عليه وقعت عينه على عبد الرحمن بن مسعود الفزاري فقال له:
(ادن مني يا أخا فزارة فإنك لمن أبعد العرب مني نسباً، ولكن قد أعلم أن لك نية حسنة وعفافاً، وقد استخلفتك على الناس فاتق الله يجعل لك من أمرك مخرجا، وأورد المسلمين السلامة، واعلم أن قوماً على مثل حالكم لم يفقدوا أميرهم إلاَّ اختلفوا لفقده وانتشر عليهم أمرهم وإن كان كثيرا عددهم، ظاهرا جلدهم، وإن فتحاً على المسلمين أن يفعل بهم ولم يتكلموا)
ثم توفي، فلما بلغت وفاته معاوية كتب إلى أنصار المسلمين وأجناد العرب ينعاه لهم، فبكت عليه العرب جميعًا في كل مسجد حتى كأنه كان لهم والدا وقام عبد الرحمن بالأمر بعده.
وقال مشيخة من أهل الشام سفيان لا يجيز في العرض رجلاً إلاَّ بفرس ورمح ومخصف ومسلة وترس وخيوط كتان ومخلاة ومبضع ومقود وسكة حديد.

### الإختلاف في سنة وفاته
توفي سنة اثنتين أو أربع وخمسين بوضع يقال له أشيم. وذكر خليفة أنه مات سنة ثلاث وخمسين، وأبوعبيدة سنة اثنتين، والواقدي سنة أربع فالله أعلم. غير أن الطبري ينقل عن الواقدي في حوادث سنة خمس وخمسين أنَّ سفيان بن عوف شتى بأرض الروم، وهذا ما قال به أيضا خليفة بن خياط وابن خلدون، مما يدل على أن وفاته تأخرت إلى سنة خمس وخمسين أو إلى ما بعدها.

## رثاءالحارث بن عبدالله الأزدي
اتخذ رثاءُ القادة للقادة اتجاهين، إذ تتراوح بين الحديث عن الحزن، وبين تصوير الفراغ الذي أحدثه موت أو استشهاد هؤلاء القادة، وأثر ذلك على سياسة الخليفة الذي كان يعتمد عليهم في فرض هيبة الدولة ومواجهة الأعداء، كما تكرَّر الحديث عن الثغور والحروب التي خاضوا اغمارها، فالقائد الحارث بن عبدالله بن وهب الدوسي يطلب من عينيه أن تجود بالدم إن هي أنفدت دمعها على القائد سفيان بن عوف الغامدي الذي أذاق الأعداء مُرّ الهزيمة، وهو إذا ما تجمعت فلول الروم وعلا ضجيجُها، كان المجيب لداعي الجهاد، فمن يدعوا معاوية بعده؟، وقد كان لخصوصية العلاقة التي تربط هذين القائدين مع بعضهما أثرٌ في صدق رثاء الحارث لـسفيان بن عوف، فقد اختاره الأخير خدناً له ورفيقاً، لِما شهر به من فروسيةٍ ونجدةٍ وعفاف وسياسةٍ في الحرب، فقال يرثيه: